# Meco Monardo
Meco, cuyo verdadero nombre es Domenico Monardo, (Johnsonburg, Pensilvania, 29 de noviembre de 1939-25 de mayo de 2023) fue un productor discográfico y músico estadounidense, así como el nombre de un equipo de banda o de la producción en torno a él. Meco es conocido por su versión de música disco del tema de Star Wars, en su álbum Star Wars and Other Galactic Funk, tanto el sencillo y el álbum fue certificado como disco de platino en los EE. UU.

## Biografía
Meco Monardo nació en Johnsonburg, Pensilvania, de padres de origen italiano. La construcción de modelos de barcos, y las películas de ciencia ficción fueron algunas de las preocupaciones de su infancia. Su padre tocaba el trombón de pistones en una banda italiana pequeña, ya través de él, Meco recibió su primera educación musical. Meco quería tocar la batería, pero su padre lo convenció de que el trombón era el instrumento adecuado, ya los nueve que fue el instrumento que iba a quedarse, sin embargo, el trombón de vara fue su elección. Era su problemática como lo fue para el muchacho de baja estatura pequeña para ampliar la diapositiva completa en un primer momento. Se unió a la banda de la escuela secundaria, mientras que todavía asistía a la escuela primaria. A los 17 años ganó una beca para la Escuela de Música Eastman en Rochester, Nueva York, que le proporcionó una sólida educación musical clásica y el jazz. Allí, junto con sus dos amigos Chuck Mangione y Ron Carter, comenzó la Eastman School of Music Band Jazz. Cuando se inscribió en West Point, también tocó en la banda de cadetes.
Después del ejército, Meco se trasladó a Nueva York y se unió a Kai Winding, en sus cuatro trombones de banda, y luego desde 1965 hasta 1974 continuó como músico de estudio. Originalmente no se inclinan hacia la música pop, el corazón Meco cambió cuando se enteró de Petula Clark "Downtown". Él comenzó a hacer los arreglos, por ejemplo, la sección de vientos de Tommy James "Crystal Blue Persuasion" y la de Neil Diamond serie de comerciales de Coca-Cola. Como músico de sesión que tocaba el trombón con artistas como Tommy James, Diana Ross y David Barreto. A pesar de Meco centra en la producción a finales de 1970, contrajo los cuernos y actuó en Diana Diana Ross álbum de 1980 como un favor del productor (y vecino) Nile Rodgers. Su solo en el sencillo "I'm Coming Out" es notable debido a la rareza de las características de trombón en los registros de la época posterior a la gran banda de pop.
Alrededor de 1973, Meco, Tony Bongiovi, y una tercera persona formó la compañía de producción de la Corporación Disco de América, y desde 1974 hasta 1976 trabajó Meco como productor de discos. El equipo de Meco, Bongiovi, Jay Ellis, y Harold Wheeler produjo el 1974 Gloria Gaynor hit "Never Can Say Goodbye". Carol Douglas "Doctor's Orders" fue una de las otras producciones de la época.
Según Meco:
"Cuando la música disco era nuevo, era fresco y emocionante porque era diferente. Pero muy pronto se hizo demasiado de molde y se llevaba a cabo."
Meco abandonó temporalmente la industria de la música en 1985. Después de tres años de "no hacer nada, pero jugar al golf", comenzó a trabajar como corredor de productos básicos en la Florida.

## Star Wars and Other Galactic Funk
El 25 de mayo de 1977, Meco vio la película de la Guerra de las Galaxias, en su día inaugural. En el segundo día, 26 de mayo de 1977, lo había visto cuatro veces, y lo vio varias veces más hasta el fin de semana. A continuación, tuvo la idea de hacer una versión disco de la partitura de John Williams. Se puso en contacto Neil Bogart en Casablanca Records, pero solo después de la partitura original se había convertido en un gran éxito hizo Bogart de acuerdo para ayudar a hacer realidad su idea de Meco. Se estableció contacto con Millenium Records, que posteriormente se convirtió en una subsidiaria de Casablanca, y esto se convirtió en la primera empresa que registró a Meco. Aquí Meco se reincorporó con Tony Bongiovi y también fue capaz de traer a Harold Wheeler, que también había sido parte del equipo detrás de "Never Can Say Goodbye" en 1974. Lanza Quinn también fue parte del equipo de Meco, y las diferentes funciones desempeñadas por los cuatro músicos se describe a sí mismo por Meco en una entrevista en 1999 con su sitio web fan:
"Tony y Lance son los dos tipos que no me dejaba ser" muy musical ". Tony le dice: "No es tan tonto como - Es demasiado bueno". Tony es un baterista frustrado y Lance es un genio de la guitarra, por lo que se aseguraría la sección de ritmo fue siempre "fumar" en el régimen muy sofisticado y conceptos que Harold y yo empezamos".
En cuestión de solo tres semanas, se grabó el álbum Star Wars and Other Galactic Funk. Aunque el álbum fue nominado a "Mejor Intérprete Pop Instrumental" en 1977, el premio se le otorgó a John Williams.

## La banda de Meco
Por un período de cuatro meses no había ni siquiera se había reunido una banda para llevar a cabo la música disco de Meco en lugares públicos. Sin embargo, la banda no estuvo involucrada en la realización de la música. Esta iniciativa fue organizada por Norby Walters, una agencia de reservas para discotecas. Los miembros de la banda realizaron una gira por los EE. UU. y Canadá como una banda llamada Lemon Tree. Norby Walters también logró la banda antes de que el proyecto de Star Wars fuera un éxito. Los integrantes de la banda fueron: Carmine Giovinazzo, Stan Glogicheski, Tommy Rocco, Tony Abruzzo, y Tony Gerace i.e. "Butch".

## Otros éxitos de Meco
En el otoño de 1977, Meco lanzó su segundo álbum. Fue otra reorganización de las bandas sonoras de películas de ciencia ficción, titulada Encounters of Every Kind, basado en música de John Williams para la película Encuentros en la Tercera fase, de la cual se lanzaron otros tres singles: "Topsy", "Meco's Theme", y "Theme From Close Encounters".
El tercer álbum de Meco se produjo a principios de 1978, y esta vez fue la música de El Mago de Oz, que se transformó en un álbum de música disco con el mismo nombre, como se describe Meco: "Es mi mejor trabajo sin excepción". De este álbum salió el sencillo "Themes from The Wizard of Oz: Over the Rainbow/We're Off to See the Wizard".
En el otoño de 1978, Millenium Recors se fusionó con RCA Records. Ya que él había desarrollado una profunda relación de trabajo en régimen de servidumbre con Neil Bogart y otros miembros del personal en los expedientes de Casablanca (Millenium y Casablanca habían colaborado estrechamente), Meco decidió trasladarse a Casablanca.
Casablanca lanzó el cuarto álbum de Meco, Superman and Other Galactic Heroes, con dos singles, "Superman Theme" y "Love Theme From Superman". Esta fue otra versión disco de Meco de una partitura de John Williams.
En 1979, el quinto álbum, Moondancer, fue puesto en venta, y con ella los éxitos "Moondancer", "Grazing in the Grass" y "Devil's Delight".
En 1980, el sexto álbum de Meco, Music From Star Trek and Music From The Black Hole, fue puesto en venta, con la canción "Theme from Star Trek". La película Star Trek: The Motion Picture (1979) aparece una banda sonora original compuesta por Jerry Goldsmith.
El último disco que hizo Meco de Casablanca, la séptima, que salió en 1981, era The American Werewolf In London, sobre la base de la banda sonora de la película de 1981 Un hombre lobo americano en Londres. Después, el acuerdo de Meco con Casablanca había terminado, y firmó otro con RCA Records.

## Discografía

### Álbumes
- Star Wars and Other Galactic Funk (1977)
- Encounters Of Every Kind (1977)
- Meco Plays The Wizard of Oz (1978)
- Superman & Other Galactic Heroes (1978)
- Moondancer (1979)
- Meco Plays Music from The Empire Strikes Back (1980)
- Christmas In The Stars: Star Wars Christmas Album (1980)
- Music From Star Trek and Music From The Black Hole (1980)
- Shogun (1980)
- Across The Galaxy (1980)
- The American Werewolf In London (1981)
- The Raiders March and Cairo Nights (1981)
- Summer 81 (1981)
- Pop Goes The Movies (1982)
- Swingtime's Greatest Hits (1982)
- Ewok Celebration (1983)
- Hooked on Instrumentals (1985)
- Star Wars/Cantina Band and Encounters Theme (1992)
- The Best of Meco (1997)
- The Complete Star Wars Collection (2000)
- Five Stars (2002)
- Star Wars Party (2005)
- Camouflage/Showdown (2010)

### Singles

#### Singles destacados
- Star Wars Theme/Cantina Band (1977)
- Theme from Close Encounters (1978)
- Themes from The Wizard of Oz: Over the Rainbow/We're Off to See the Wizard (1978)
- Empire Strikes Back Medley: Darth Vader/Yoda's Theme (1980)
- Love Theme from Shogun (1980)
- What Can You Get a Wookiee for Christmas (1980)
- Summer of 81 (1981)
- Blue Moon (1981)
- Pop Goes the Movies Part 1 (1982)
- Big Band Melody (1982)
- Ewok Celebration (1983)

#### Singles adicionales
- Topsy (1978)
- Meco's Theme (1978)
- Superman Theme (1978)
- Love Theme From Superman (1978)
- Moondancer (1979)
- Grazing In The Grass (1979)
- Devil's Delight (1979)
- Theme From Star Trek (1980)
- The Raiders March and Cairo Nights (1981)
- Pop Goes the Movies Part 2 (1982)
- Anything Goes / Music Makers (1984)